# Mozolov (Nadějkov)
Mozolov (německy Mosolow) je malá vesnice, část obce Nadějkov v okrese Tábor v Jihočeském kraji. Nachází se asi 1,5 kilometru západně od Nadějkova. Je zde evidováno 22 adres. V roce 2011 zde trvale žilo patnáct obyvatel.
Mozolov je také název katastrálního území o rozloze 3,45 km². V katastrálním území Mozolov leží i Hronova Vesec a Šichova Vesec.

## Historie
První písemná zmínka o vesnici pochází z roku 1379.

## Obyvatelstvo
| Rok            | 1869 | 1880 | 1890 | 1900 | 1910 | 1921 | 1930 | 1950 | 1961 | 1970 | 1980 | 1991 | 2001 | 2011 | 2021 |
| -------------- | ---- | ---- | ---- | ---- | ---- | ---- | ---- | ---- | ---- | ---- | ---- | ---- | ---- | ---- | ---- |
| Počet obyvatel | 62   | 52   | 47   | 43   | 40   | 44   | 40   | 21   | 24   | 17   | 8    | 5    | 7    | 15   | 12   |
| Počet domů     | 7    | 7    | 7    | 7    | 7    | 7    | 7    | 6    | 6    | 4    | 3    | 4    | 8    | 10   | 10   |

## Obecní správa
Při sčítání lidu v letech 1850–1979 Mozolov byl osadou obce Petříkovice, se kterým patřil nejprve do okresu Sedlčany, ale v roce 1950 v okrese Milevsko a od roku 1960 v okrese Písek. Od 1. ledna 1980 je částí obce Nadějkov v okrese Písek, ale od 24. listopadu 1990 v okrese Tábor.

## Pamětihodnosti
- V obci pod velikou lípou se nalézá drobný kříž na kamenném podstavci v ohrádce. Na jeho štítku nad soškou anděla je tento nápis: CHVÁLA KRISTU
- U komunikace vedoucí do obce se nachází kamenný kříž s datací 1881.
- Na druhé straně stejné komunikace nedaleko od prvého kříže je další kamenný kříž. Na jeho podstavci je datace 1899 a upřesnění 9/6.

## Galerie

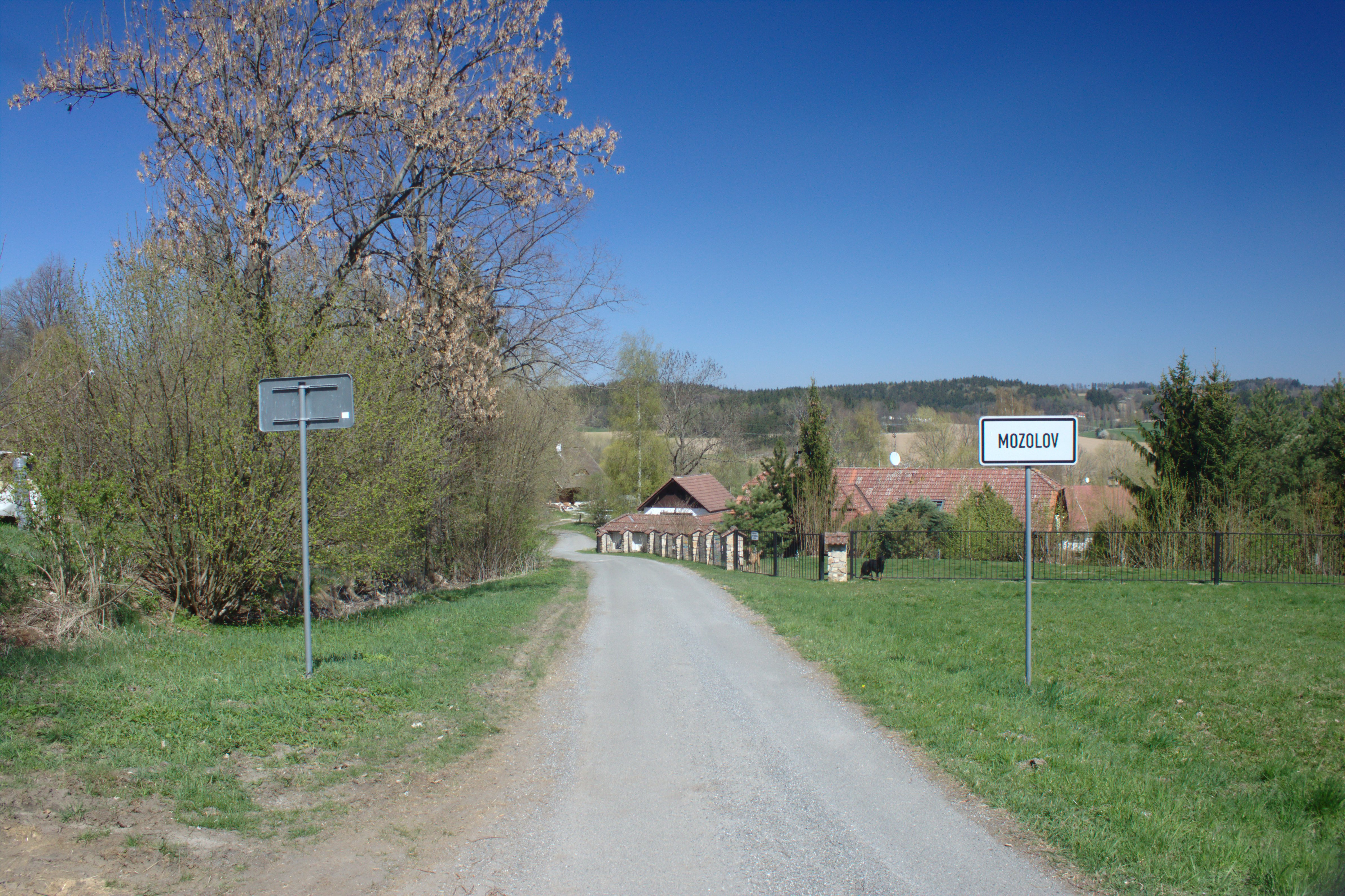
Příjezdová silnice
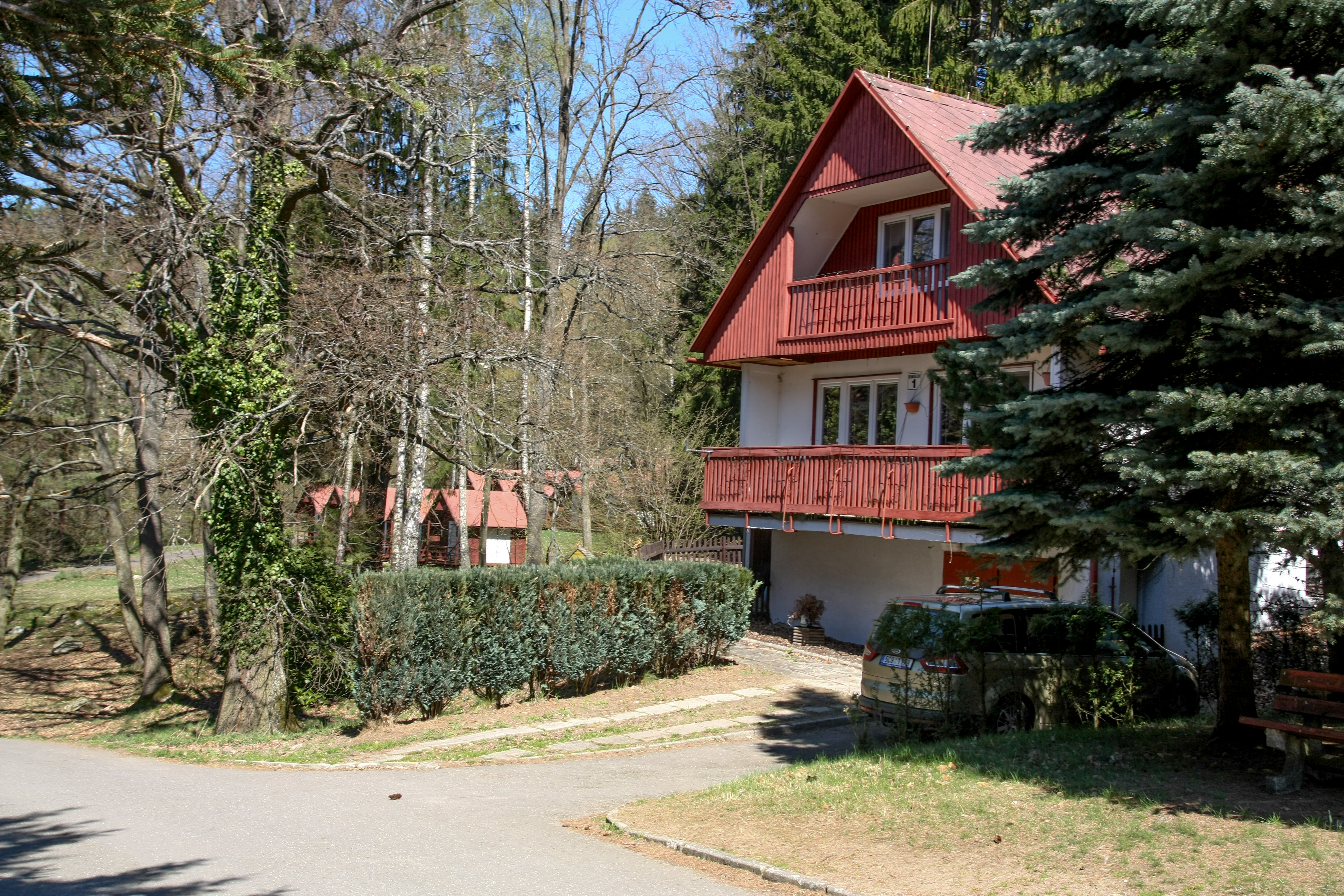
Parkhotel
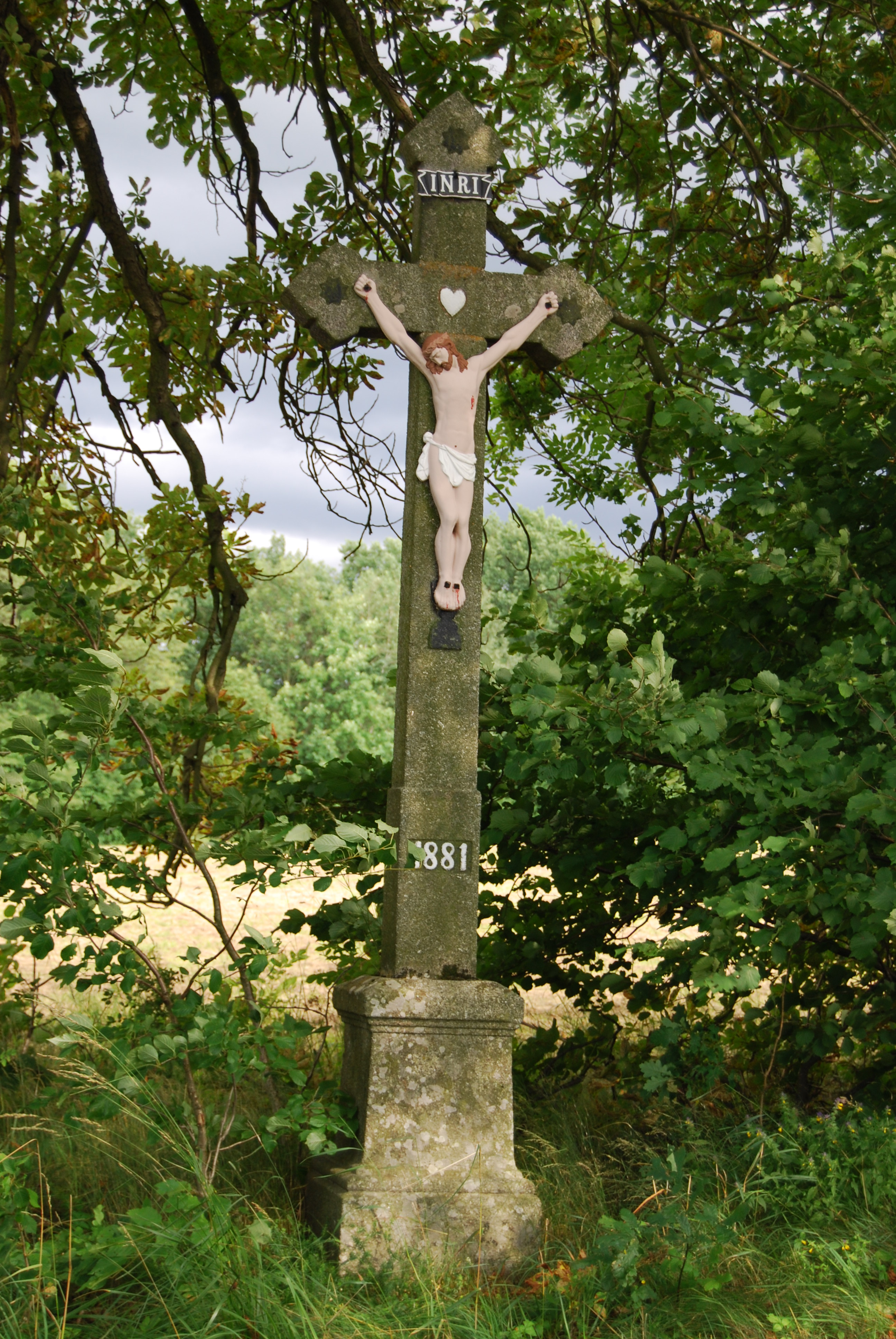
Kříž
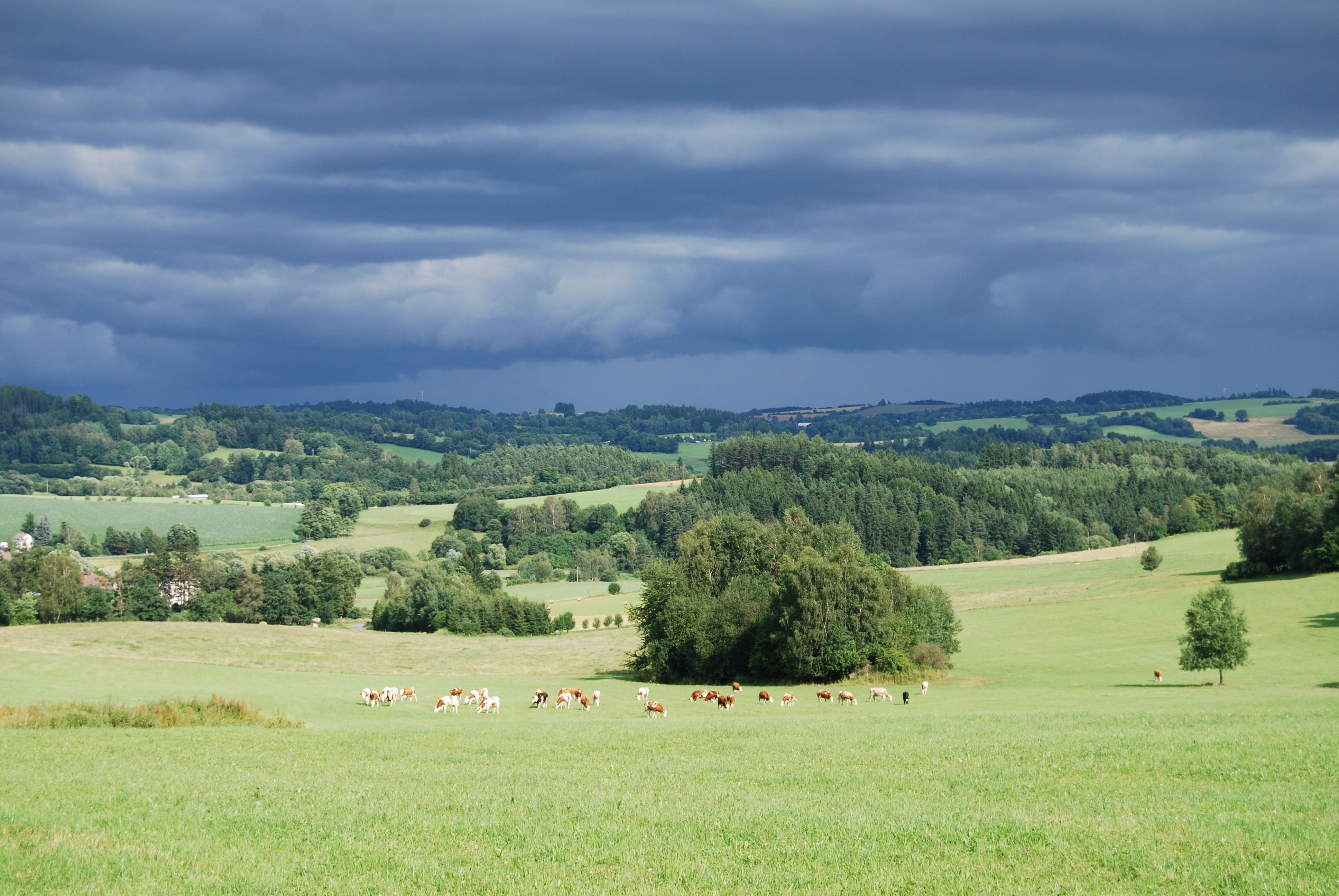
Okolní krajina (léto 2012)